# Pogrom v Holešově (1918)
Pogrom v Holešově roku 1918 či též Holešovský pogrom byl rozsáhlý protižidovský pogrom, který se udál ve dnech 3. a 4. prosince 1918 v Židovské čtvrti v moravském Holešově. V poválečné atmosféře hospodářského úpadku bylo ve městě z první světové války se vracejícími bývalými vojáky rakousko-uherské armády (tzv. heimkammery) rozpoutáno antisemitské násilí a rabování, které si vyžádalo životy dvou obyvatel ghetta a několik desítek zraněných. V následném soudním procesu bylo odsouzeno více než 134 osob s tresty v rozmezí 8 měsíců až 5 let vězení.
Jednalo se tak o nejhorší pogrom, potažmo incident mezinárodnostní nesnášenlivosti, který se v meziválečném Československu udál. Rovněž je událost označována za vůbec poslední pogrom v moravské historii (mimo období německé okupace).

## Okolnosti
S blížícím se koncem první světové války trpěly české země v rámci Rakousko-uherské monarchie hospodářským úpadkem. Zejména sílil nedostatek potravin, který zavdal k projevům občanského odporu v podobě demonstrací, tzv. hladových bouří, např. v Plzni krvavě potlačených. Ve společensky napjaté atmosféře se pak hněv zejména chudšího obyvatelstva stále častěji zaměřoval na majetnější občany, v nichž často viděli spolupůvodce neutěšené potravinové situace.
Taková situace panovala také v moravském Holešově. Ve městě sídlila početná židovská obec s vlastní samosprávou. Mezi zdejším obyvatelstvem křesťanského vyznání pak panovaly antisemitské nálady dlouhodobě: ve dnech 22.–24. října 1899 zde došlo k protižidovským-protiněmeckým násilnostem, které nepřímo souvisely se zrušením Gautschova jazykového nařízení, při nichž byla židovská čtvrť vyrabována, při střetech s četnictvem pak byly zabity čtyři osoby nežidovského původu. Tento incident patřil k nejvýraznějším násilnostem v českých zemích v historii trvání Rakouska-Uherska.

## Průběh

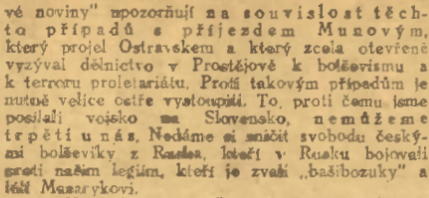
Článek o pogromu v Holešově v Národních listech ze 7. prosince 1918, vinící z události české bolševiky

Druhý a rozsáhlejší holešovský pogrom se udál 3. a 4. prosince 1918, v počátečním období židovského svátku Chanuka. Násilnosti vyvolali čeští vojáci, kteří se po uvolnění z rakousko-uherské armády průběžně vraceli z bojišť první světové války. Špatná morálka, nedostatek potravin a nacionalismus byly příčinou nespokojenosti, která se vymstila na židech, známých svým rakušáctvím, protičeským smýšlením a vyděláváním na bídě a utrpení ostatního obyvatelstva.

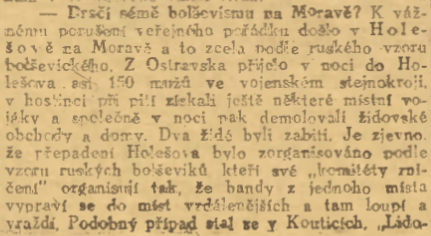

Dění odstartovala skupina někdejších vojáků a místních, trávících večer v hostinci u Gruthardů. Podnapilí vojáci začali vést nenávistné řeči, okolo půlnoci na 4. prosince pak padlo několik výstřelů, po kterých se dav bývalých vojáků vrhl k násilnostem a ničení židovského majetku. K rabujícím vojákům se posléze přidalo i křesťanské holešovské obyvatelstvo. 
Při pogromu byl vydrancováno celkem 51 židovských domácností a 26 obchodů (6 obchodů bylo následně zapáleno). Dva Židé při něm přišli o život: ozbrojenci během rabování zastřelili Huga Grätzera a probodli Hermanna Grünbauma, kteří se shodou okolností také nedávno vrátili z války. Oba se snažili bránit své rodiny a majetek. Desítky lidí byly zraněny, zaznamenány byly také případy znásilnění.
Pogrom zastavil až příchod dvou jednotek vojska tehdy vznikající Československé armády z Kroměříže a pozdější posily z Brna poté, co kroměřížské jednotky nedokázaly situaci zvládnout. Existují též spekulace, že násilnosti proběhly s vědomím velení kroměřížské posádky, která jim nezabránila v nejkratším možném čase.

## Důsledky
K vyšetření holešovských událostí vznikl zvláštní soud v Olomouci, který potom v červenci 1919 odsoudil celkem 13 organizátorů pogromu k trestu vězení v rozmezí 8 měsíců až 5 let za trestné činy loupeže, krádeže a nedovoleného ozbrojování. Tentýž soud pak za podíl na pogromu (krádež) odsoudil ještě dalších nejméně 121 osob k trestům vězení v rozmezí několika dnů až 2 měsíce. Divizní soud v Olomouci odsoudil nejméně 12 vojáků za loupež, krádež nebo veřejné násilí k trestům vězení v rozmezí 3 měsíce až 10 let. 
Dobový tisk (mj. také největší deník Národní listy) o události informoval poměrně stroze a vícero médií dávalo násilnosti do spojitosti s levicovým extremismem. Tento výklad byl však tendenční vzhledem k atmosféře rodícího se státu, vytvořeného jako národního státu.
Následkem pogromu skoro polovina Židů opustila Holešov a Židovská městská obec pak byla připojena k městu Holešovu (oficiálně 15. května 1919, ale židovská samospráva fakticky přestala existovat už po pogromu). Definitivně pak komunita zanikla během holokaustu v období druhé světové války.